# Louisa (Virginia)
Louisa es una localidad del Condado de Louisa, Virginia, Estados Unidos. Según el censo de 2000 tenía una población de 1.401 habitantes y una densidad de población de 295.6 hab/km².

## Demografía
Según el censo de 2000, había 1.401 personas, 584 hogares y 331 familias residiendo en la localidad. La densidad de población era de 295,6 hab./km². Había 620 viviendas con una densidad media de 130,8 viviendas/km². El 66,81% de los habitantes eran blancos, el 29,48% afroamericanos, el 0,79% amerindios, el 0,71% asiáticos, el 0,79% de otras razas y el 1,43% pertenecía a dos o más razas. El 1,43% de la población eran hispanos o latinos de cualquier raza.
Según el censo, de los 584 hogares en el 30,0% había menores de 18 años, el 35,6% pertenecía a parejas casadas, el 16,4% tenía a una mujer como cabeza de familia y el 43,3% no eran familias. El 37,0% de los hogares estaba compuesto por un único individuo y el 18,3% pertenecía a alguien mayor de 65 años viviendo solo. El tamaño promedio de los hogares era de 2,25 personas y el de las familias de 2,93.
La población estaba distribuida en un 24,8% de habitantes menores de 18 años, un 7,9% entre 18 y 24 años, un 28,5% de 25 a 44, un 19,2% de 45 a 64 y un 19,6% de 65 años o mayores. La media de edad era 38 años. Por cada 100 mujeres había 81,5 hombres. Por cada 100 mujeres de 18 años o más, había 73,1 hombres.
Los ingresos medios por hogar en la localidad eran de 29.519 dólares ($) y los ingresos medios por familia eran 42.396 $. Los hombres tenían unos ingresos medios de 27.578 $ frente a los 23.188 $ para las mujeres. La renta per cápita para la ciudad era de 17.763 $. El 18,7% de la población y el 14,7% de las familias estaban por debajo del umbral de pobreza. El 27,9% de los menores de 18 años y el 17,0% de los habitantes de 65 años o más vivían por debajo del umbral de pobreza.

## Geografía
Según la Oficina del Censo de los Estados Unidos, la localidad tiene un área total de 4,7 km², todos ellos correspondientes a tierra firme.